# Burn4Free
Burn4Free — программа, работающая под управлением Windows, предназначенная для записи и копирования оптических дисков.

## Возможности
- Запись CD, DVD и Blu-ray-дисков.
- Создание аудио-CD из файлов формата WAV, FLAC, WavPack, WMA, M3U, MP3, MP2, MP1, OGG, CDA.
- Запись DVD-Video.
- Создание и печать обложек дисков.
- Четыре способа добавления файлов в проект: с помощью плавающего окошка, перетаскивания, диалогового окна, контекстного меню проводника.
- Создание и запись образов дисков.
- Поддержка двухслойных DVD.
- Запись MP3-дисков.

Интерфейс программы локализован на множестве языков, в т.ч. и на русском.

## Недостатки
- Неудобный, перегруженный ненужными элементами интерфейс.
- Наличие рекламных модулей.